# Ha-chalonot ha-gvohim
Ha-Chalonot ha-gvohim (hebrejsky החלונות הגבוהים, Vysoká okna či Místa na bidýlku) byla izraelská popová hudební skupina, kterou založili a tvořili Arik Einstein, Šmulik Kraus and Josie Katz.

## Historie
Trio se zformovalo na konci roku 1966. Její skladatel, aranžér a vedoucí osobnost byl Š. Kraus. Debutové album z dubna 1967 ukázalo nový směr izraelské populární hudby.
Skupina vydržela jen jeden rok. Když Arik Einstein skupinu opustil, pokoušeli se Kraus s Josie Katz, jež se později stala jeho manželkou, neúspěšně o pokračování hudební kariéry v Londýně.
Skupina hrála pop music, která byla velice čistá a chytlavá. Jejich písně se staly izraelskou klasikou, mimo jiné Ejnech jechola (Nemůžeš), Kol ha-šavua lach (Celý týden tobě), Ahava rišona (První láska), Jechezkel (Ezechiel), Chajal šel šokolad (Čokoládový voják), Kama na'im (Jak příjemné).
Zemer nuge (Teskná píseň), zhudebněná báseň hebrejské básnířky Rachel je spojená s Ilanem Ramonem, který si ji vzal s sebou do kosmu.

## Členové skupiny
- Arik Einstein – vokál
- Šmulik Kraus – kytary, vokál
- Josie Katz – vokál

## Diskografie
- The High Windows (1967)